# Al-Jathiya

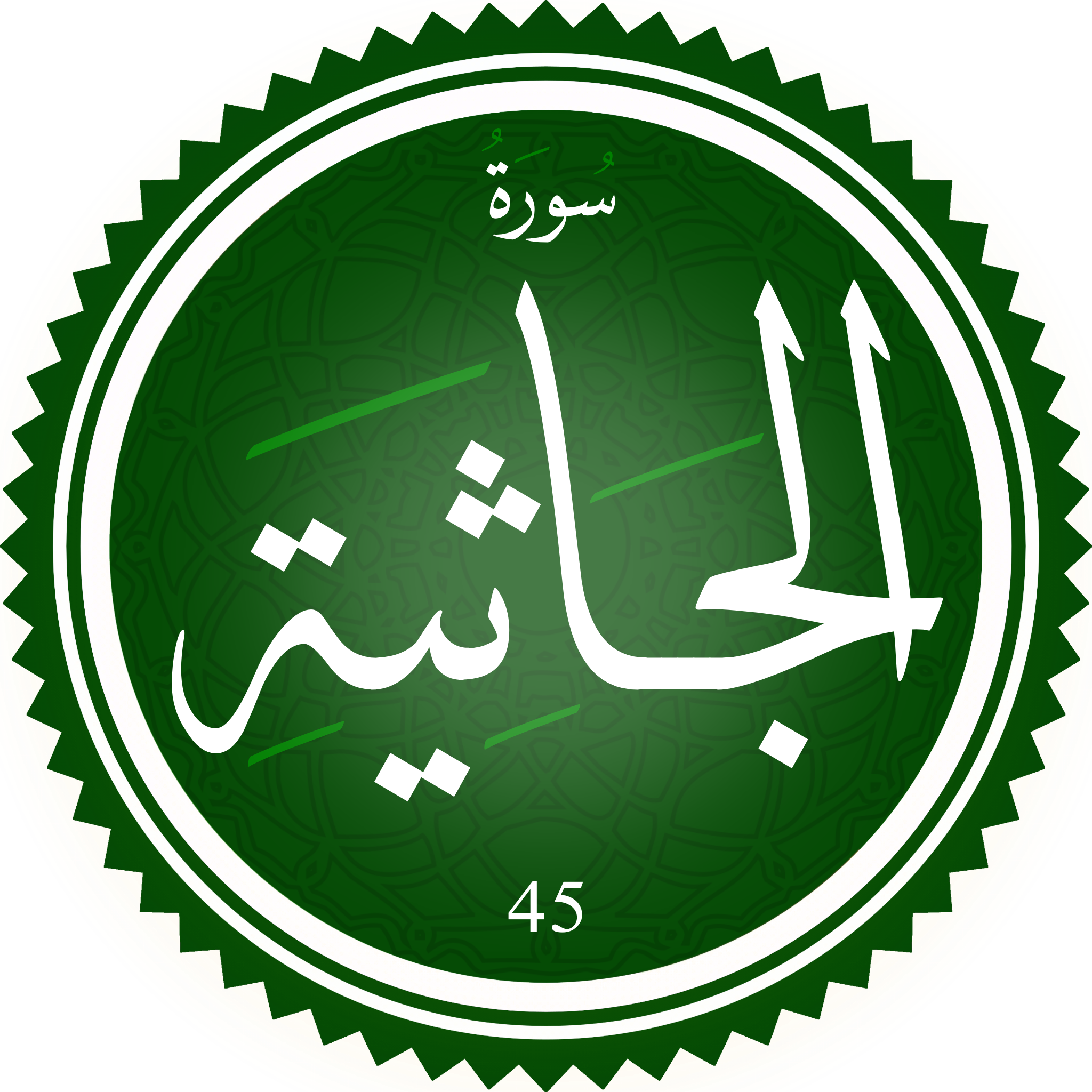
Sura al-Jathiya.

Al-Jathiya, Al-Djāthiyah eller Al-Jasiyah (arabiska: سورة الجاثية) ("Knäfall") är den fyrtiofemte suran i Koranen med 37 verser (ayah).